# Al-Ittihad Club
Maillots
Actualités
Le Al-Ittihad Club (en arabe : نادي الاتحاد العربي السعودي لكرة القدم), appelé aussi Ittihad Djeddah ou encore Al-Ittihad, est un club de football saoudien, fondé le 4 janvier 1927 et basé à Djeddah. Le club joue ses matchs à domicile au stade Roi-Abdallah et ses couleurs sont le jaune et le noir.
Les matchs d'Al-Ittihad se jouent au stade Roi-Abdallah, le deuxième plus grand stade d'Arabie saoudite, qui a une capacité de 62 000 spectateurs. Al Ittihad a une rivalité de longue date avec Al-Hilal, qui est appelé Saudi El Clasico, qui est considéré comme le match le plus important et le plus suivi du football saoudien.
Il est considéré comme le plus ancien club de sport existant en Arabie saoudite, en effet le club a été fondé après une réunion d'éminents fans de football à Djeddah. La période la plus réussie de l'histoire du club a été les années 1990 et le milieu des années 2000, lorsqu'il a remporté un grand nombre de titres.
Al-Ittihad est considéré comme l'un des clubs les plus titrés au niveau national et continental, il a remporté le titre de la Ligue des champions de l'AFC deux fois de suite (2004 et 2005), la Coupe d'Asie des vainqueurs de coupe une fois (1999), la Coupe du Golfe des clubs champions (1999) et le titre de la Coupe arabe des clubs champions (2005) pour chacun d'eux. Sur le plan national, c'est le deuxième club le plus titré d'Arabie saoudite, ayant remporté 10 titres de Saudi Professional League, 10 titres de la Coupe du Roi des champions, 8 titres de la Coupe d'Arabie saoudite , trois titres de la Coupe de la Fédération d'Arabie saoudite et une Supercoupe d'Arabie Saoudite. Le club a la particularité d'être l'un des trois seuls clubs asiatiques à avoir remporté la Ligue des champions de l'AFC deux fois de suite.

## Histoire

### Création (1927-1949)
Le club a été fondé après une réunion de certains des passionnés de football notables de la ville de Djeddah, le 26 décembre 1927. Ils se sont rencontrés dans les bureaux de la société de radiodiffusion pour discuter de l'idée de former un club afin de rivaliser avec diverses équipes itinérantes, être une source de divertissement pour les habitants et permettre ainsi à la jeunesse de la ville de pratiquer le football.Tout le monde s'est mis d'accord pour créer l'équipe qui les unit, Ittihad Jeddah est né. Les participants étaient Hamza Fitaihi, Fahad Badkook, Abdulsamad Najeeb Alsaady, Ismail Zahran, Ali Yamani, Abdulaziz Jameel, Abdulateef Jameel, Abdulateef Linjawi, Othman Banajah, Ahmad Abu Talib, Ali Sultan, Ahmed Almir et Saleh Salamah.
« Tant que nous sommes ici ensemble, appelons-le Al-Ittihad » - Mazen Mohamed. Le nom du club a été cité à partir de cette sagesse, les mots de Mazen Mohammed qui ont créé le nom actuel du club. Les propriétaires du club conviennent avec lui de mettre le nom du club Al-Ittihad (Uni ou Union, conjointement) en arabe.
Ismail Zahran, joueur de l'équipe qui travaillait comme au bureau de la radio à Djeddah, a la possibilité d'élire le chef des travaux, M. Sultan, pour être président du club. Cependant, Ali Sultan est devenu le premier président officiel du club. Al-Ittihad n'a pas trouvé au départ un soutien solide, il n'y avait pas de clubs (communautés) officiels comme Al Riyadhi, car la présence d'une culture puissante dans la seule ville de Jeddah. Lors de leur première rencontre avec Al-Riyadhi, Al-Ittihad remporte la victoire avec 3-0 gagnés. Le club a réalisé un premier tournoi historique, qui s'appelait La Coupe de Nishan Nazer, compté comme un tournoi officiel à l'époque, La coupe a formé une popularité d'Al-Ittihad, En raison d'un défi entre eux en finale. Selon le narrateur, le gagnant peut brûler le bois de l'Ambassade. Le championnat auquel ont participé plusieurs clubs, communautés, a combattu Al-Ittihad où plusieurs jeux pour atteindre l'accès à la finale. avec Al-Mukhtalat. Le temps était poussiéreux, n'a pas terminé la première mi-temps, le match a été arrêté environ 10 minutes. l'arbitre a arrêté le match pour se reposer pendant 8 minutes, le temps a été changé pour le mieux avec la seconde mi-temps, l'équipe d'Al-Mukhtalat avait mené à l'échec, c'était un niveau d'attaque bas. Le joueur le plus en vue du match est le défenseur du club Safwan qui a été sacrifié pour son équipe. le club a remporté le championnat par 3-0 contre Al-Mukhtalat. La caractéristique la plus importante de ce tournoi est le premier événement sportif organisé sous le règne du fondateur, le roi Abdul-Aziz Al-Saud. Les périodes de 1940 à 1950 sont restées difficiles, car la Football Association n'a été créée qu'en 1956.

### Le début des tournois officiels, le premier titre de champion, le triplé (1950-1999)
À la fin des années 1950, il est considéré comme le premier club à remporter à la fois la Coupe du Prince héritier et la Coupe du Roi deux fois de suite. Le 2 mai 1960, Al-Ittihad a affronté ses rivaux traditionnels Al-Ahli dans la Coupe du Roi, qui s'est terminée par une grande victoire 7-0, qui est la plus grande victoire du derby. Le tournoi s'est terminé et le club est devenu champion pour la troisième fois consécutive contre Al-Wehda, qui a terminé les séries 1958, 1959 et 1960. Le club a traversé sa pire période depuis sa fondation, après avoir remporté la Coupe du Roi en 1967, à l'exception de la réalisation de la Coupe de l'Association saoudienne en 1974, après avoir battu Al-Hilal aux tirs au but. Au cours de la décennie suivante, la Premier League et la Première Division ont été fusionnées en raison des nombreux matches de l'équipe nationale en 1982, où Al-Ittihad a remporté son premier titre de champion de son histoire, qui est le premier et le seul club à y parvenir. Après une absence de 21 ans, le club remporte la Coupe du Roi après avoir battu Al Ettifaq en 1988.
Au milieu des années 1990, ce qui est considéré comme le début de l'âge d'or du club, où de nombreux titres ont été remportés. En 1996-1997, le club a réalisé un triplé de coupe, remportant la Premier League, la Crown Prince Cup et la Federation Cup. Après deux saisons, le club a remporté le titre de champion pour la troisième fois de son histoire après avoir éliminé ses rivaux Al-Hilal lors de la finale 2-0. Le premier championnat continental a également été remporté après avoir remporté 3-2 sur Jeonnam Dragons avec un but en or, marqué par Ahmed Bahja. La Ligue des champions du GCC a également été remportée, car la saison s'est terminée par la victoire de quatre trophées.[8] En 1999, le club était finaliste de la Super Coupe d'Asie, après avoir perdu 2–3 au total contre Júbilo Iwata.

### Nouveau siècle, un miracle, deux titres de Ligue des champions (2000-2010)
Avec le début du nouveau siècle pendant la période du président Ahmed Masoud, qui est considérée comme l'une des périodes les plus réussies, remportant 8 titres en 3 ans. La saison de championnat 1999-2000 a été réalisée au début du siècle, après une victoire 3-1 sur Al-Ahli en finale, Hamza Idris a également marqué 33 buts sans précédent, un record à cette période, ce qui en a fait le champion de la ligue. meilleur buteur et le plus marqué en une seule saison.La saison suivante, le club remporte la Ligue pour la cinquième fois et la Crown Prince Cup. Au cours de la saison 2001–02 , le 1er mai 2002, Al-Ittihad a perdu la finale de la ligue contre Al-Hilal, un centre d'un corner est allé à Al Hasan Al-Yami, qui l'a frappé et le ballon est entré dans le but clairement avant Mohammed Al-Nazhan d'Al Hilal l'a sorti avec sa main. Un but n'a pas été accordé par l'arbitre, même sous forme de penalty, qui à son tour s'est terminé par une défaite 1–2, où l'arbitre a été suspendu six mois après la finale - et s'est ensuite excusé en déclarant: «Je suis innocent de votre défaite , et Dieu en témoigne. Le match a créé une grande controverse à tous les niveaux, car il a fait l'objet de nombreuses critiques, ce qui a été considéré par de nombreux critiques comme un « vol ».
Quand Ahmed Masoud a quitté le club, Mansour Al-Balawi est devenu président, ce qui est considéré par beaucoup, y compris les fans, comme la période la plus importante et la plus réussie de l'histoire du club. Au cours de la saison 2002–03, de nombreux joueurs ont été recrutés, tels que Tukar, Saud Kariri, Muhammad Al-Khilaiwi et Tcheco; qui est considéré comme l'un des plus grands contrats de l'histoire du club, alors que la Ligue et la Coupe du prince héritier ont été remportées. Bien qu'il ait mené la ligue et l'ait terminée sans défaite, Al-Ittihad a perdu la finale de la ligue contre Al-Shabab lors de la finale des éliminatoires du championnat. Lors de la Ligue des champions de l'AFC 2004, Al-Ittihad a terminé le groupe à la première place avec une seule défaite. En quart de finale, il a été passé avec succès avec un match nul 1–1 à Dalian, suivi d'une victoire 1–0 à domicile marquée par Tukar, contre le Chinois Dalian Shide, ce qui les a conduits à atteindre les demi-finales. Les deux matches se sont terminés dans les dernières minutes, alors que Hamad Al-Montashari a terminé le match aller 2-1, et Oussama Al-Muwallad a marqué l'égalisation mortelle au match retour, avec un total de 4-3 sur Jeonbuk Hyundai Motors, alors que le club s'est qualifié. pour la finale pour la première fois.La finale était hors du commun; Al-Ittihad a été battu à domicile 1–3 par l'équipe coréenne Seongnam au match aller, ce qui a conduit au limogeage de l'entraîneur croate Tomislav Ivić , alors que l'entraîneur adjoint Dragan Talajić en avait l'occasion. Qui, à son tour, a commencé le match retour à Seongnam, Redha Tukar a ouvert le score, s'élevant sur un ballon d'un corner pour marquer le premier but, Idris a marqué le deuxième but en fin de minute en première mi-temps, Mohammed Noor a marqué les deux décisifs buts en seconde période, avant qu'Abushgeer ne marque le cinquième et dernier but.Surmonter la défaite 1–3 avec une victoire miraculeuse 5–0, pour remporter le premier titre, La réalisation de Dragan Talajić était inoubliable et presque impossible, ce match retour est devenu l'un des retours les plus surprenants et inoubliables de l'histoire de la Ligue des champions de l'AFC , qui s'appelait « le miracle ». Rappelant le tournoi, Talajić a déclaré : « J'étais initialement assistant des compatriotes Tomislav Ivic, et j'ai beaucoup appris de lui, et j'ai considéré l'opportunité de travailler avec une grande équipe comme une chose merveilleuse, c'est pourquoi j'ai accepté de travailler avec lui, j'étais avec l'équipe huit mois après notre arrivée en début de saison, et je savais tout sur les joueurs. et a poursuivi: «J'étais jeune à l'époque, et peut-être que j'étais fou en jouant avec cinq attaquants, j'ai dit à tout le monde avant le match que nous gagnerions, j'ai toujours su que nous gagnerions, mais je ne savais pas si la différence serait être assez ».
Al-Ittihad a remporté son premier championnat arabe, après avoir battu le Club Sportif Sfaxien tunisien en finale.Le 5 novembre 2005, Al-Ittihad a remporté la Ligue des champions pour la deuxième fois consécutive, après une victoire 5-3 sur Al-Ain. Mohammed Kallon, prêté par l'AS Monaco, est devenu le meilleur buteur du tournoi avec six réalisations ; dont deux étaient en finale, ce qui a aidé à remporter le deuxième titre.Mohammed Noor, a reçu le prix du meilleur joueur du tournoi. Le club reste le seul à avoir remporté deux titres consécutifs de la Ligue des champions de l'AFC dans son édition actuelle.Le club s'est qualifié pour la Coupe du Monde des Clubs de la FIFA pour la première fois, lors de l'édition qui s'est tenue au Japon, après avoir remporté le titre de la Ligue des champions, car il est devenu la deuxième équipe saoudienne à se qualifier pour le tournoi. Le 11 décembre 2005, Al-Ittihad a battu les champions d'Afrique Al-Ahly après le seul but de Mohamed Noor, pour se qualifier pour les demi-finales. Al-Ittihad a affronté le champion de la CONMEBOL São Paulo, et cela s'est terminé par une défaite 2–3. Al-Ittihad a joué le match pour déterminer la troisième place contre le club costaricien Deportivo Saprissa et a perdu avec un 2–3, deux buts marqués par Mohamed Kallon et Joseph-Désiré Job - pour terminer la Coupe du monde des clubs avec la quatrième place. L'ancien président de la FIFA, Sepp Blatter, a exprimé son admiration en disant : « En 25 ans, je n'ai pas vu une équipe asiatique aussi grande ».

### Champion d'Arabie saoudite et arrivée de stars (depuis 2023)
Lors de la saison 2022-2023, Al-Ittihad remporte le championnat saoudien avec 72 points devant Al-Nassr. Avec 21 buts inscrits, Abderrazak Hamed-Allah termine meilleur buteur.
Le 6 juin 2023, Karim Benzema signe un contrat de trois ans avec le club. Ce contrat, devrait lui permettre de toucher 200 millions d’euros par saison soit 600 millions d'euros au total. Deux semaines plus tard, c'est son compatriote N'Golo Kanté qui paraphe un contrat de trois ans avec Al-Ittihad. Avec ce contrat, il devrait percevoir environ 300 millions d’euros.

## Logo
Le logo du club Al-Ittihad a traversé trois époques historiques depuis la fondation du club saoudien en 1927, et le logo a été construit sur des couleurs jaunes et noires, et le blanc y a été ajouté plus tard pendant la présidence de Jamal Abou Amara. La demande de la Saudi Pro League, et une nouvelle forme a été conçue, qui est un carré noir avec une forme qui tend vers un ovale, à l'intérieur duquel a été dessinée la tête d'un tigre, preuve du nom donné aux joueurs (Les Tigres).

## Rivalités

### Le derby de Djeddah
Le derby de Djeddah entre Al-Ittihad et le Al-Ahli FC est connu pour être l'un des matchs les plus compétitifs de la Saudi Pro League. Dès le début des compétitions nationales, les deux clubs étaient considérés comme les représentants de deux rivaux de la même ville : Djeddah.

### Saudi El Clasico
Le Saudi El Clasico d'Arabie Saoudite, ou le Derby saoudien, est un match de compétition de longue date dans le football saoudien, entre Al-Ittihad et Al-Hilal. La compétition représente les deux clubs les plus grands et les plus importants de la ville de Djeddah et de la capitale, Riyad, les villes les plus grandes et les plus importantes sur le plan culturel d'Arabie saoudite. Les deux clubs sont considérés comme les plus performants au niveau national et continental. Al-Ittihad est le plus ancien club sportif encore en vie d'Arabie saoudite et est considéré comme le club du peuple. Alors qu'Al-Hilal représente la culture du Capital Club, il est appelé par les masses le leader. Les deux équipes se rencontrent deux fois par an en championnat et peuvent également se rencontrer en Coupe du Roi des champions, en Supercoupe d'Arabie saoudite et en Ligue des champions de l'AFC. Il est considéré comme le match le plus important et le plus suivi du football saoudien.
La première rencontre entre les deux équipes a eu lieu le 27 juillet 1962, un match amical, dans la capitale, Riyad, et s'est terminée par une victoire 2-0 pour Al-Ittihad. La première rencontre officielle entre les deux équipes a eu lieu le 10 janvier 1964, lors de la finale de la Coupe du Roi des champions, qui s'est également terminée par une victoire 3-0 pour Al-Ittihad.
Al-Hilal compte le plus grand nombre de victoires dans les rencontres officielles qui ont réuni les deux équipes. Les deux équipes se sont affrontées lors de 148 rencontres officielles, Al-Hilal en a remporté 63, tandis qu'Al-Ittihad en a remporté 50, et l'égalité s'est produite en 35 rencontres. Avec Al-Nassr et Al-Ahli, ce sont les seules équipes qui n'ont pas été reléguées en deuxième division depuis sa fondation.

## Palmarès
| - Championnat d'Arabie Saoudite (10) : - Champion : 1981-1982, 1996-1997, 1998-1999, 1999-2000, 2000-2001, 2002-2003, 2006-2007, 2008-2009, 2022-2023, 2024-2025 - Vice-champion : 1983-1984, 1985-1986, 2001-2002, 2003-2004, 2007-2008, 2009-2010 et 2010-2011. - Coupe du Roi des champions (10) : - Vainqueur : 1957-1958, 1958-1959, 1959-1960, 1962-1963, 1966-1967, 1987-1988, 2009-2010, 2012-2013, 2017-2018 et 2024-2025 - Finaliste : 1956-1957, 1963-1964, 1978-1979, 1985-1986, 2007-2008, 2008-2009, 2010-2011 et 2018-2019 - Coupe d'Arabie Saoudite (8) : - Vainqueur : 1957-1958, 1958-1959, 1962-1963, 1990-1991, 1996-1997, 2000-2001, 2003-2004 et 2016-2017. - Finaliste : 1964-1965, 1992-1993, 2001-2002 et 2006-2007. - Coupe de la Fédération d'Arabie Saoudite (3) : - Vainqueur : 1985-1986, 1996-1997 et 1998-1999. - Finaliste : 1987-1988, 1997-1998 et 2006-2007. - Supercoupe d'Arabie Saoudite (1) : - Vainqueur : 2022. - Finaliste : 2013, 2018. |

| - Coupe du monde des clubs de la FIFA : - 4e place : 2005. - Ligue des champions de l'AFC (2) : - Vainqueur : 2004 et 2005. - Finaliste : 2009. - Coupe d'Asie des vainqueurs de coupe (1) : - Vainqueur : 1998-1999. - Supercoupe d'Asie : - Finaliste : 1999. - Ligue des champions arabes (1) : - Vainqueur : 2004-2005. - Finaliste : 1987, 1994 et 2020. - Coupe du Golfe des clubs champions (1) : - Vainqueur : 1999. - Finaliste : 2001. |

## Joueurs et personnalités du club

### Entraîneurs du club
Le tableau suivant présente la liste des entraîneurs du club depuis 1960.
| Rang | Nom                  | Période              |
| ---- | -------------------- | -------------------- |
| 1    | Omar Shendi          | 1960                 |
| 2    | Dettmar Cramer       | sept. 1978-déc. 1980 |
| 3    | Mahmoud El-Gohary    | 1981-1982            |
| 4    | Joubert Luis Meira   | 1983-juin. 1984      |
| 5    | Vanderlei Luxemburgo | juil. 1984-déc. 1984 |
| 6    | Bob Houghton         | déc. 1984-juin 1986  |
| 7    | Walter Skocik        | déc. 1986-févr. 1989 |
| 8    | Heinz Höher          | 1989-1990            |
| 9    | Kálmán Mészöly       | oct. 1991-juin 1992  |
| 10   | Roland Andersson     | 1993                 |
| 11   | Bob Houghton         | 1993-1994            |
| 12   | Paulo Campos         | 1995-1996            |
| 13   | Dimitri Davidović    | 1996-1997            |
| 14   | Sándor Egervári      | 1997                 |
| 15   | Dezső Novák          | 1997-1998            |
| 16   | Paulo Campos         | 1998                 |
| 17   | Dimitri Davidović    | 1998-1999            |
| 18   | Oscar                | 1999-2000            |
| 19   | Revaz Dzodzouachvili | 2000                 |

| Rang | Nom                      | Période              |
| ---- | ------------------------ | -------------------- |
| 20   | Dimitri Davidović        | 2000                 |
| 21   | Giuseppe Dossena         | 2000-2001            |
| 22   | Osvaldo Ardiles          | juil. 2001-déc. 2001 |
| 23   | Oscar                    | déc. 2001-juil. 2002 |
| 24   | Antonello Cuccureddu     | juil. 2002-juin 2003 |
| 25   | Tomislav Ivić            | juil. 2003-juin 2004 |
| 26   | Dragan Talajić (intérim) | juil. 2004-déc. 2004 |
| 27   | Luka Peruzović           | déc. 2004-mars 2005  |
| 28   | Anghel Iordănescu        | mars 2005-juin 2006  |
| 29   | Bruno Metsu              | juin 2006-avr. 2006  |
| 30   | Vahid Halilhodžić        | juil. 2006-nov. 2006 |
| 31   | Dimitri Davidović        | juil. 2006-juin 2007 |
| 32   | José Candinho            | juin 2007-déc. 2007  |
| 33   | Estevam Soares           | déc. 2007-août 2008  |
| 34   | Gabriel Calderón         | mai 2008-nov. 2009   |
| 35   | Enzo Trossero            | juil. 2009-2010      |
| 36   | Manuel José              | mai 2010-déc. 2010   |
| 37   | Toni                     | févr. 2011-mai 2011  |
| 38   | Dimitri Davidović        | mai 2011-nov. 2011   |

| Rang | Nom                      | Période               |
| ---- | ------------------------ | --------------------- |
| 39   | Abdullah Gurab (intérim) | nov. 2011-déc. 2011   |
| 40   | Matjaž Kek               | déc. 2011-févr. 2012  |
| 41   | Raul Caneda              | févr. 2012-févr. 2013 |
| 42   | Beñat San José           | févr. 2013-déc. 2013  |
| 43   | Juan Verzeri             | janv. 2014-févr. 2014 |
| 44   | Khalid Al-Koroni         | févr. 2014-août 2014  |
| 45   | Amro Anwar               | août 2014-oct. 2014   |
| 46   | Victor Pițurcă           | oct. 2014-juin 2014   |
| 47   | László Bölöni            | juil. 2014-oct. 2015  |
| 48   | Adel Abdulrahman         | nov. 2015-déc. 2015   |
| 49   | Victor Pițurcă           | déc. 2015-2016        |
| 50   | José Luis Sierra         | 2016-oct. 2019        |
| 51   | Henk ten Cate            | nov. 2019-fév. 2020   |
| 52   | Fabio Carille            | fév. 2020-août. 2021  |
| 53   | Cosmin Contra            | août. 2021-juil. 2022 |
| 54   | Nuno Espirito Santo      | 2022-nov. 2023        |
| 55   | Marcelo Gallardo         | nov. 2023-juil. 2024  |
| 56   | Laurent Blanc            | juil. 2024-           |

### Effectif professionnel actuel
En grisé, les sélections de joueurs internationaux chez les jeunes mais n'ayant jamais été appelés aux échelons supérieurs une fois l'âge-limite dépassé ou les joueurs ayant pris leur retraite internationale.